# Deborah Birx

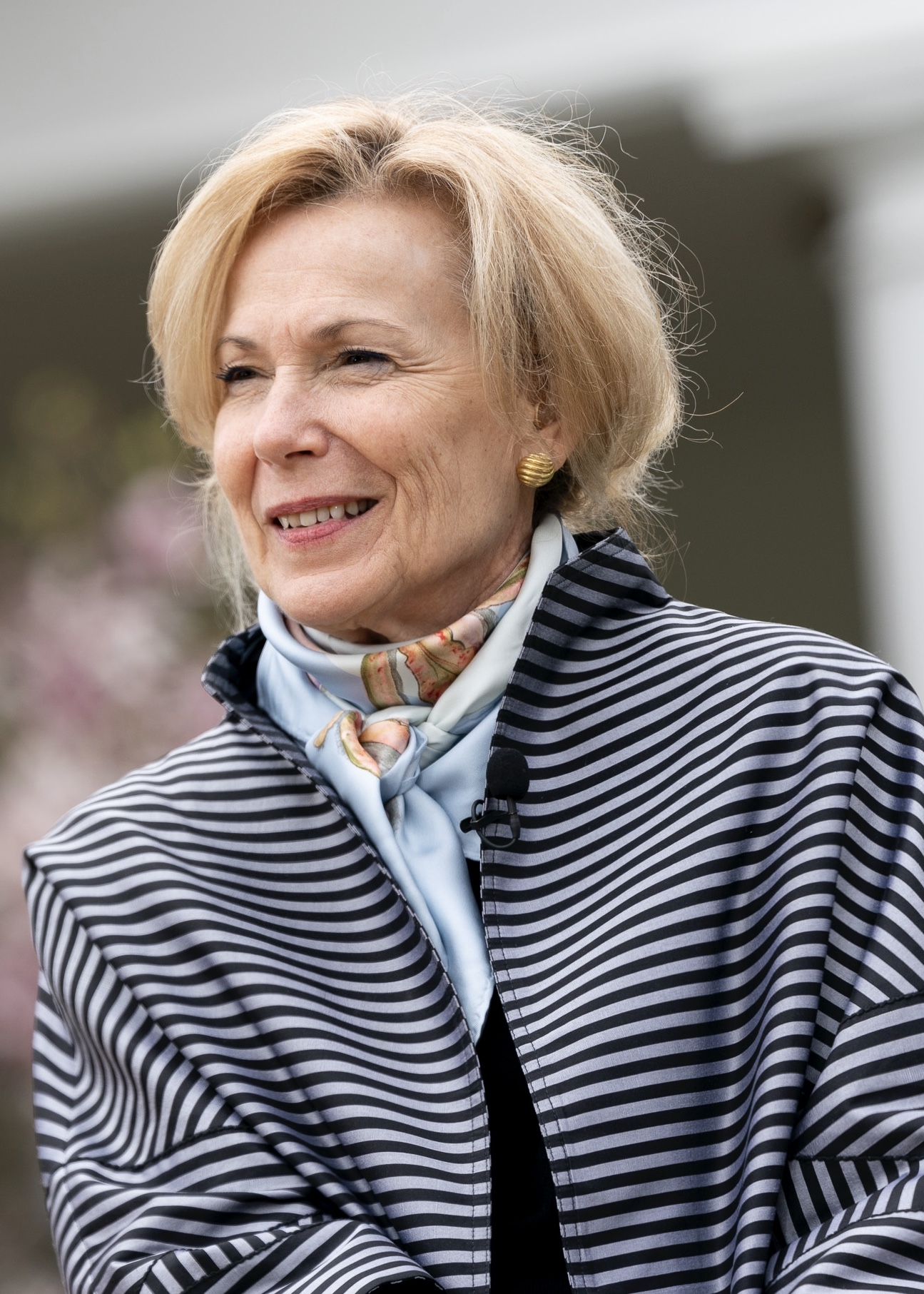
Deborah Birx i mars 2020.

Deborah Leah Birx, född 4 april 1956 i Pennsylvania, är en amerikansk läkare. Hon utnämndes av USA:s president Donald Trump till White House Coronavirus Response Coordinator under Coronaviruspandemin 2019–2021.
Birx har en Bachelor of Science i kemi från Houghton College år 1976 och studerade medicin på Pennsylvania State University.
Mellan åren 1980–2008 tjänstgjorde hon i USA:s armé med överste som slutgrad. 2014 utsågs hon av president  Barack Obama till United States Global AIDS Coordinator.